# 科瓦伊
科瓦伊（Khowai），是印度特里普拉邦科瓦伊县的一个城镇和行政中心。总人口17621（2001年）。

## 人口
该地2001年总人口17621人，其中男性8917人，女性8704人；0—6岁人口1600人，其中男870人，女730人；识字率86.32%，其中男性为87.81%，女性为84.80%。